# Чувашэнерго
«Чувашэне́рго» (с 1 апреля 2008 года является филиалом ОАО «Межрегиональная распределительная сетевая компания Волги» — «Чувашэнерго») — предприятие Чувашской Республики в сфере электроэнергетики. Главный офис предприятия располагается в городе Чебоксары.

## История
Предприятие ведет свою историю с сентября 1957 года, когда распоряжением Чувашского совнархоза № 21 от 26 сентября 1957 года было создано Чувашское энергетическое управление. Тогда было объединено 4 предприятия: Чебоксарскую ТЭЦ, Заволжскую ТЭС, Чебоксарскую дизельную станцию, а также Алатырскую ТЭЦ.
До 2008 года предприятие имело статус самостоятельного юридического лица (ОАО «Чувашэнерго»). 19 января 2008 года было принято решение о реорганизации Общества в форме присоединения к ОАО «Межрегиональная распределительная сетевая компания Волги».
В 2005 году из состава ОАО «Чувашэнерго» выделились следующие компании:
- ОАО «Чувашская генерирующая компания»,
- ОАО «Чувашская энергосбытовая компания»,
- ОАО «Чувашская управляющая компания»,
- ОАО «Чебоксарская ГЭС».

## Структура
Предприятие в настоящее время (2013 год) включает в себя следующие структурные подразделения:
- Алатырское производственное отделение;
- Северное производственное отделение;
- Южное производственное отделение.

## Виды деятельности
Основными видами деятельности предприятия являются:
- транспортировка электроэнергии потребителям;
- распределение электроэнергии между потребителями;
- обеспечение безаварийной передачи электроэнергии;
- осуществление технологического присоединения;
- обеспечение энергетической безопасности в регионе.